# Jagdstaffel 71

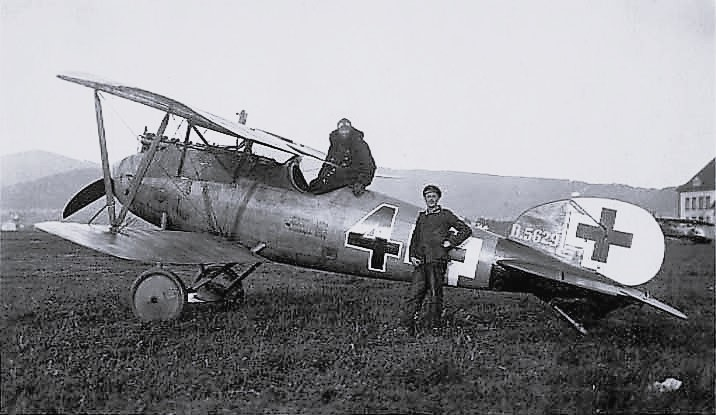
Albatros D.V podstawowy samolot Jasta 71

Jagdstaffel Nr. 71 – Königlich Preußische Jagdstaffel Nr. 71 – Jasta 71 – jednostka Luftstreitkräfte z okresu I wojny światowej.

## Informacje ogólne
Jednostka została utworzona w 6 lutego 1918 roku we Fliegerersatz Abteilung Nr. 13 Bromberg. Organizację eskadry powierzono przybyłemu z Jasta 1 porucznikowi Herman Stutz.
Zdolność bojową eskadra osiągnęła 17 lutego, a trzy dni później została przydzielona pod dowództwo Armee-Abteilung „B”, gdzie pozostała do końca wojny, i umieszczona na lotnisku w Colmar-South.
27 marca nastąpiła jej dyslokacja na lotnisko w Habsheim. Pierwsze zwycięstwo jednostka odniosła dzięki zwycięstwu von Goessela 9 maja.
Piloci eskadry latali na samolotach Albatros D.III, Albatros D.V i Fokker D.VII
Jasta 71 w całym okresie wojny odniosła 8 zwycięstw. W okresie od lutego do listopada 1918 roku jej straty wynosiły 4 zabitych w walce i 1 ranny.
Łącznie w jednostce służył jeden asów myśliwskich:
Hermann Stutz (4)

### Dowódcy Eskadry
| Stopień   | Nazwisko      | Okres                  |
| --------- | ------------- | ---------------------- |
| Porucznik | Hermann Stutz | 6.02.1918 – 11.11.1918 |